# I ragazzi della via Paal (film 1934)
I ragazzi della via Paal (No Greater Glory) è un film del 1934 diretto da Frank Borzage, tratto dall'omonimo romanzo di Ferenc Molnár.
È stato presentato in concorso alla 3ª Mostra internazionale d'arte cinematografica di Venezia.

## Riconoscimenti
Nel 1934 è stato indicato tra i migliori dieci film dell'anno dal National Board of Review of Motion Pictures.